# Die Kunst der Fuge
Die Kunst der Fuge (hr. umjetnost fuge, iako se njemački naziv koristi generalno) je glazbena izveda koju je skladao Johann Sebastian Bach. Djelo se sastoji od kombinacije fuga i kanona. Najčešće izvođena inačica se sastoji od 14 fuga i 4 kanona, ali Bach nije uspio do kraja završiti ovo djelo; naime zadnja fuga je do pola završena. Sve fuge i kanoni su u principu napravljene na isti način:
Ne zna se je li ovo djelo napisano za neki poseban instrument ili posebnu postavu, ali se može izvoditi na jednom instrumentu s tipkama  (klavir, čembalo itd.) i orguljama. Djelo je također prilagođeno za različite ansamble, npr. gudački kvartet i gudački orkestar, ali također interpretirano od strane sastava Laibach.